# Sædelighedsforbrydelse
Sædelighedsforbrydelse eller seksualforbrydelse er en fælles betegnelse for de typer af kriminalitet, der er af seksuel karakter – det vil sige blufærdighedskrænkelse, voldtægt, sex med mindreårig, blodskam,  og børnepornografi.
Lovgivningen om sædelighedsforbrydelser findes i dansk lovgivning i straffelovens kapitel 24, dog for blodskams vedkommende kapitel 23.
Straffen for at begå en sædelighedsforbrydelse varierer betydeligt, idet der er så stor forskel på forbrydelsernes grovhed, men i flertallet af sagerne er straffen bøde eller en betinget fængselsstraf.